# السفارة السعودية في تايلند
سفارة المملكة العربية السعودية في تايلند، هي بعثة دبلوماسية سعودية تقع العاصمة بانكوك يترأسها السفير/ عبد الرحمن بن عبد العزيز السحيباني. العنوان: سفارة المملكة العربية السعودية .مبناء سنغ ثونغ ثاني، الدور23 – 24 . ، 28 شمال طريق ساترون سيلوم، بانكوك، 10500.

## وصلات خارجية
- موقع سفارة المملكة العربية السعودية في تايلند
- وزارة الخارجية السعودية (بالعربية)
- Ministry of Foreign Affairs of Kingdom of Saudi Arabia (بالإنجليزية)